# Heidi Klum
Heidi Klum (n. 1 iunie 1973, Bergisch Gladbach, Germania) este o actriță, fotomodel și prezentatoare TV, businesswoman, designer de modă german. În 2008 ea a devenit cetățeană americană păstrându-și cetățenia Germaniei.

## Biografie
Heidi s-a născut în Bergisch Gladbach, fiind fiica lui Günther și Erna Klum. Tatăl a fost chimist, care a avut o funcție de conducere în întreprinderea 4711 de producere a parfumurilor. Mama ei Erna a fost coafeză. Cariera lui Heidi a început prin anii 1992 când lucra la clubul Checker’s Club, unde a fost descoperită fiind învitată la concursul de frumusețe organizat de Late-Night-Show și moderată de Thomas Gottschalk. La acest concurs câștigat de Heidi care avea pe atunci 19 ani, au participat 25.000 de candidate. Ea va semna un contract pe trei ani ca fotomodel . După bacalaureat renunță la postul de a face design de modă, oferit în Düsseldorf și va lucra ca și manechin. Prin anii 1990 Heidi este un fotomodel apreciat, succesul va fi încununat în anul 1998 când apare pe prima pagină a unei reviste de sport din SUA. Revistă care avea 55 milioane de cititori. Ea va prezenta de asemenea reclamă de desous pentru femei, produse de firma americană, Victoria’s Secret. Tatăl ei este managerul lui Heidi care va juca unele roluri în seriale TV și va fi căsătorită între anii  1997 - 2003  cu frizerul american Ric Pipino, va avea relații extraconjugale cu un om de afaceri italian, Flavio Briatore cu care va avea probabil o fiică. La 10 mai 2005 s-a căsătorit cu cântărețul britanic Seal (Henry Olusegun Adeola Samuel). Îmreună au trei copii. Au locuit în Brentwood. În anul 2012 perechea a divorțat. În ultimul timp ea moderează emisiunea TV germană Germany’s Next Topmodel.

## Filmografie
| An           | Film                                               | Rol                          |
| ------------ | -------------------------------------------------- | ---------------------------- |
| 1998         | 54                                                 | VIP Patron                   |
| 1999         | Spin City                                          | Rolul propriei persoane      |
| 2000         | Cursed                                             | Annika                       |
| 2001         | Blow Dry                                           | Jasmine                      |
| 2001         | Sex and the City                                   | Rolul propriei persoane      |
| 2001         | Zoolander                                          | Rolul propriei persoane      |
| 2002         | Malcolm in the Middle                              | Toothless Hockey Player      |
| 2002         | Yes, Dear                                          | Rolul propriei persoane      |
| 2003         | Blue Collar Comedy Tour                            | Victoria's Secret Sales Girl |
| 2003         | James Bond 007: Everything or Nothing (Video Game) | Katya Nadanova (Voice)       |
| 2003         | CSI: Miami                                         | Herself                      |
| 2004         | Ella Enchanted                                     | Brumhilda                    |
| 2004         | The Life and Death of Peter Sellers                | Ursula Andress               |
| 2004–prezent | Project Runway                                     | Gazdăand judge               |
| 2006         | The Devil Wears Prada                              | Rolul propriei persoane      |
| 2006–prezent | Germany's Next Topmodel                            | Gazdăand judge               |
| 2007         | Perfect Stranger                                   | Victoria's Secret Party Host |
| 2008         | How I Met Your Mother                              | Rolul propriei persoane      |
| 2009–10      | I Get That a Lot                                   | Rolul propriei persoane      |
| 2010         | Desperate Housewives                               | Rolul propriei persoane      |
| 2011         | Hoodwinked Too! Hood vs. Evil                      | Rolul propriei persoane      |
| 2011         | Seriously Funny Kids                               | Gazdă                        |
| 2013         | Parks and Recreation                               | Danish Mayor                 |
| 2013–prezent | America's Got Talent                               | Jurată                       |
| 2012–prezent | Littlest Pet Shop                                  | Invitatvoice actor           |